# Liste der Brücken über die Engelberger Aa
Die Liste der Brücken über die Engelberger Aa enthält die Brücken der Engelberger Aa von der Quelle beim Surenenpass bis zur Mündung bei Buochs in den Vierwaldstättersee.

## Brückenliste
55 Brücken führen über den Fluss: 33 Strassenbrücken, 17 Fussgängerbrücken, zwei Wehre mit Fussgängerstegen, zwei Rohrbrücken und eine Eisenbahnbrücke.

### Oberlauf (Stierenbach)
5 Brücken und Stege überspannen den Fluss im Kanton Uri.
| Bild | Name              | Ort                        | Lage | Funktion                                     | Konstruktion      | Material | Länge in m | Höhe m ü. M. | Bemerkungen |
| ---- | ----------------- | -------------------------- | ---- | -------------------------------------------- | ----------------- | -------- | ---------- | ------------ | --- |
|      | Unbenannter Steg  | Attinghausen-Blackenalp    |      | Fussgängerbrücke                             | Balkenbrücke      | Holz     | 6          | 1770         | Holzbalken-Übergang |
|      | Chappelibrüggli   | Attinghausen-Blackenalp    |      | Alpenstrassenbrücke (einspurig)              | Stein-Bogenbrücke | Stein    | 8          | 1761         | Allgemeines Fahrverbot: Zubringerdienst gestattet Wanderland-Route 1 Via Alpina (Etappe 7 Altdorf–Engelberg)                                                                                            |
|      | Unbenannte Brücke | Attinghausen-Stäuber       |      | Alpenstrassenbrücke (einspurig)              | Stein-Bogenbrücke | Stein    | 10         | 1626         | Allgemeines Fahrverbot: Zubringerdienst gestattet Wanderland-Route 1 Via Alpina (Etappe 7 Altdorf–Engelberg)                                                                                            |
|      | Unbenannte Brücke | Attinghausen-Stäfeli       |      | Alpenstrassenbrücke (einspurig) mit Schranke | Balkenbrücke      | Holz     | 8          | 1387         | Allgemeines Fahrverbot: Durchfahrt ist für Landwirtschaftsfahrzeuge und verschiedene Personen (Alpbewirtschafter, Helfer, Hüttenwart) erlaubt. Bergwanderweg zur Spannorthütte SAC                      |
|      | Unbenannter Steg  | Attinghausen-Niedersurenen |      | Fussgängerbrücke mit Schranke                | Balkenbrücke      | Stahl    | 20         | 1254         | Metallbalkenbrücke mit Betonmittelpfeiler und Holzboden. Wanderland-Route 1 Via Alpina (Etappe 7 Altdorf–Engelberg) Das Bauwerk befindet sich im national geschützten Auengebiet Alpenrösli-Herrenrüti. |

### Engelberg
17 Brücken und Stege überspannen den Fluss in Engelberg.
| Bild | Name                                   | Ort       | Lage | Funktion                                  | Konstruktion      | Material    | Länge in m | Höhe m ü. M. | Bemerkungen |
| ---- | -------------------------------------- | --------- | ---- | ----------------------------------------- | ----------------- | ----------- | ---------- | ------------ | --- |
|      | Unbenannter Steg                       | Engelberg |      | Fussgängerbrücke                          | Balkenbrücke      | Holz        | 12         | 1218         | Das Bauwerk befindet sich im national geschützten Auengebiet Alpenrösli-Herrenrüti. |
|      | Unbenannte Brücke                      | Engelberg |      | Strassenbrücke (einspurig)                | Stein-Bogenbrücke | Stein       | 16         | 1152         | Wanderland-Route 1 Via Alpina (Etappe 7 Altdorf–Engelberg) Das Bauwerk befindet sich im national geschützten Auengebiet Alpenrösli-Herrenrüti. |
|      | Unbenannter Steg                       | Engelberg |      | Fussgängerbrücke (ehemalig)               | Balkenbrücke      | Holz        | 18         | 1121         | |
|      | Schlänggenbrücke                       | Engelberg |      | Strassenbrücke (einspurig)                | Balkenbrücke      | Holz        | 15         | 1084         | Verbot für Motorwagen, Motorräder und Motorfahrräder: Rechtsverbot |
|      | Unbenannte Brücke                      | Engelberg |      | Strassenbrücke (einspurig)                | Balkenbrücke      | Holz        | 16         | 1062         | Allgemeines Fahrverbot: Rechtsverbot Die private Brücke befindet sich zwischen dem 13. und 14. Loch des Golfplatzes Golfclub Engelberg-Titlis. |
|      | Unbenannte Brücke                      | Engelberg |      | Strassenbrücke (einspurig)                | Balkenbrücke      | Beton       | 18         | 1044         | Wiederaufgebaut nach Hochwasser 2005 Allgemeines Fahrverbot: Rechtsverbot Zugang vom Golfparkplatz zum Clubhaus und Restaurant des Golfclubs Engelberg-Titlis. |
|      | Unbenannte Brücke                      | Engelberg |      | Feldwegbrücke                             | Balkenbrücke      | Holz        | 20         | 1033         | Gebaut 2014 von WK Pionieren des Zivilschutzes Obwalden. |
|      | Unbenannte Brücke                      | Engelberg |      | Fussgängerbrücke                          | Balkenbrücke      | Holz        | 15         | 1024         | Allgemeines Fahrverbot Verbot für Tiere Wanderland-Route 586 Engelberger Rundweg (Engelberg–Engelberg) |
|      | Eien-Brücke                            | Engelberg |      | Strassenbrücke (einspurig)                | Balkenbrücke      | Beton       | 16         | 1014         | Allgemeines Fahrverbot Verbot für Tiere Langlaufen-Route 370 Engelberger Talloipe (Engelberg, Sporting Park–Engelberg, Sporting Park) |
|      | Ziegelbrücke (St. Ulrichsbrücke)       | Engelberg |      | Strassenbrücke (einspurig)                | Bogenbrücke       | Holz        | 30         | 1004         | Eröffnet November 2016, Vorgängerbrücke wurde vom Hochwasser 2005 fortgerissen. Über die Brücke bei der Bänklialp führt ein historischer Saumweg zur Alp Gerschni. Brücke erschliesst nebst der Titlis-Schanze ein Hotel und Waldstrassen. Höchstgeschwindigkeit 50 km/h Wanderland-Route 1 Via Alpina (Etappe 8 Engelberg–Engstlenalp) und Route 586 Engelberger Rundweg (Engelberg–Engelberg)                                      |
|      | Rorbrücke                              | Engelberg |      | Strassenbrücke (einspurig)                | Balkenbrücke      | Beton       | 18         | 1002         | Gebaut 2018 Verbot für Motorwagen, Motorräder und Motorfahrräder: Anwohnerverkehr und Fuhrwerke gestattet Höchstgeschwindigkeit 50 km/h Wanderland-Route 40 Via Sbrinz (Etappe 1 Stansstad–Engelberg und Etappe 2 Engelberg–Engstlenalp), Route 88 Nidwaldner Höhenweg (Etappe 3 Melchsee-Frutt–Engelberg) und Erlebnisweg Engelberger Aaschlucht Das EWO-Unterwerk Engelberg befindet sich flussabwärts auf der rechten Flussseite. |
|      | Gerschnibrücke                         | Engelberg |      | Strassenbrücke (zweispurig) mit Trottoirs | Balkenbrücke      | Beton       | 20         | 998          | Eröffnet November 2016 Höchstgeschwindigkeit 50 km/h Gratis Bus zur Talstation Titlis Zufahrt zum Parkplatz der Titlis-Seilbahn |
|      | Birenbrücke                            | Engelberg |      | Fussgängerbrücke                          | Balkenbrücke      | Stahl       | 18         | 997          | Brücke mit Gitterrostboden, gebaut 2018 |
|      | Unbenannter Steg                       | Engelberg |      | Fussgängerbrücke (ehemalig)               | Balkenbrücke      | Holz        | 14         | 995          | Holzsteg wurde in Verbindung mit dem Hochwasserschutzprojekt erstellt. |
|      | Unbenannte Brücke                      | Engelberg |      | Strassenbrücke (einspurig)                | Balkenbrücke      | Beton       | 20         | 994          | Fahrverbot für Motorwagen, Motorräder und Motorfahrräder Höchstgeschwindigkeit 50 km/h Wanderland-Route 40 Via Sbrinz (Etappe 1 Stansstad–Engelberg) und Erlebnisweg Engelberger Aaschlucht Zufahrt zum Kraftwerk Trübsee, gebaut 1963–1968. |
|      | Eugenisee Stauwehr-Steg                | Engelberg |      | Werkbrücke                                | Balkenbrücke      | Beton       | 12         | 993          | Privater Wehrsteg Der Eugenisee dient als Wasserspeicher zur Produktion von elektrischer Energie für das Kraftwerk Obermatt. |
|      | Kraftwerk Arni Wasserleitungs-Übergang | Engelberg |      | Rohrleitungsbrücke                        | Balkenbrücke      | Beton Stahl | 20         | 992          | Die Rohrleitung dient dem Wasserabfluss vom Kraftwerk Arni zum Eugenisee. |
|      | Oertigenstrasse-Brücke                 | Engelberg |      | Strassenbrücke (zweispurig)               | Balkenbrücke      | Beton       | 20         | 991          | Fahrverbot für Motorwagen, Motorräder und Motorfahrräder: Zubringerdienst gestattet Höchstgeschwindigkeit 60 km/h, Höchstgewicht 28 t |
|      | Örtigenbrücke («Schwibbogen»)          | Engelberg |      | Fussgängerbrücke                          | Stein-Bogenbrücke | Stein       | 10         | 990          | Historische Steinbogenbrücke, gebaut 1860/61, älteste Steinbogenbrücke in Obwalden. Wanderland-Route 40 Via Sbrinz (Etappe 1 Stansstad–Engelberg) und Erlebnisweg Engelberger Aaschlucht |

### Engelberger Aaschlucht und Grafenort
12 Brücken und Stege überspannen den Fluss in der Aaschlucht und im Engelberger Weiler Grafenort.
| Bild | Name                                       | Ort                                   | Lage | Funktion                                                       | Konstruktion   | Material    | Länge in m | Höhe m ü. M. | Bemerkungen |
| ---- | ------------------------------------------ | ------------------------------------- | ---- | -------------------------------------------------------------- | -------------- | ----------- | ---------- | ------------ | --- |
|      | Aaschlucht-Brücke 1 (Hinter Mättli)        | Engelberg                             |      | Fussgängerbrücke                                               | Balkenbrücke   | Beton Stahl | 18         | 921          | Zweiteilige Metallbalkenbrücke mit Gitterrostboden und Betonpfeiler, befestigt auf einem Naturstein. Wanderland-Route 40 Via Sbrinz (Etappe 1 Stansstad–Engelberg) und Erlebnisweg Engelberger Aaschlucht |
|      | Aaschlucht-Brücke 2 (Boden)                | Engelberg                             |      | Fussgängerbrücke                                               | Balkenbrücke   | Stahl       | 15         | 919          | Brücke mit Gitterrostboden Wanderland-Route 40 Via Sbrinz (Etappe 1 Stansstad–Engelberg) und Erlebnisweg Engelberger Aaschlucht |
|      | Aaschlucht-Brücke 3 (Obere Hängebrücke)    | Engelberg                             |      | Fussgängerbrücke                                               | Hängebrücke    | Stahl       | 50         | 913          | Stahlhängebrücke mit Metallrostboden und Maschendrahtzaungeländer, gebaut 2011. Wanderland-Route 40 Via Sbrinz (Etappe 1 Stansstad–Engelberg) und Erlebnisweg Engelberger Aaschlucht |
|      | Aaschlucht-Brücke 4 (Büntli)               | Engelberg                             |      | Fussgängerbrücke                                               | Balkenbrücke   | Stahl       | 8          | 876          | Metallbalkenbrücke mit Gitterrostboden Wanderland-Route 40 Via Sbrinz (Etappe 1 Stansstad–Engelberg) und Erlebnisweg Engelberger Aaschlucht |
|      | Aaschlucht-Brücke 5 (Schwändi)             | Wolfenschiessen – Engelberg           |      | Fussgängerbrücke                                               | Balkenbrücke   | Stahl       | 50         | 793          | Zweiteilige Metallbalkenbrücke mit Gitterrostboden, gebaut 2013 von WK Pionieren des Zivilschutzes Obwalden. Wanderland-Route 40 Via Sbrinz (Etappe 1 Stansstad–Engelberg) und Erlebnisweg Engelberger Aaschlucht Interkantonale Brücke (Kantonsgrenze Nidwalden – Obwalden)                                                                                                  |
|      | Aaschlucht-Brücke 6 (Mittlere Hängebrücke) | Wolfenschiessen – Engelberg           |      | Fussgängerbrücke                                               | Hängebrücke    | Stahl       | 80         | 768          | Doppel-Stahlhängebrücke mit Spannrädern und Holzboden mit Drahtgitter, gebaut 2008. Wanderland-Route 40 Via Sbrinz (Etappe 1 Stansstad–Engelberg) und Erlebnisweg Engelberger Aaschlucht Interkantonale Brücke (Kantonsgrenze Nidwalden – Obwalden) |
|      | Aaschlucht-Brücke 7 (Untere Hängebrücke)   | Wolfenschiessen – Engelberg           |      | Fussgängerbrücke                                               | Hängebrücke    | Stahl       | 44         | 738          | Stahlhängebrücke mit Spannrädern und Holzboden mit Drahtgitter, gebaut 2008. Wanderland-Route 40 Via Sbrinz (Etappe 1 Stansstad–Engelberg) und Erlebnisweg Engelberger Aaschlucht Interkantonale Brücke (Kantonsgrenze Nidwalden – Obwalden) |
|      | Arnibrücke                                 | Wolfenschiessen – Engelberg-Grafenort |      | Strassenbrücke (einspurig)                                     | Bogenbrücke    | Stein       | 27         | 672          | Historische Steinbogenbrücke, gebaut 1913 Wanderland-Route 40 Via Sbrinz (Etappe 1 Stansstad–Engelberg) und Erlebnisweg Engelberger Aaschlucht Interkantonale Brücke (Kantonsgrenze Nidwalden – Obwalden) |
|      | Kraftwerk Dallenwil-Rohrbrücke             | Wolfenschiessen – Engelberg-Grafenort |      | Rohrleitungsbrücke                                             | Balkenbrücke   | Beton       | 20         | 650          | Private Rohrleitungsbrücke mit Fussweg oberhalb des Rohrträgers Druckleitung vom Staubecken Obermatt zum Kraftwerk Dallenwil Interkantonale Brücke (Kantonsgrenze Nidwalden – Obwalden) |
|      | Mettlen-Brücke                             | Wolfenschiessen – Engelberg-Grafenort |      | Strassenbrücke (einspurig) mit Rohrleitung an der Brückenseite | Fachwerkbrücke | Stahl       | 20         | 591          | Gebaut 1913, ersetzte Brücke von 1748/49. Wanderland-Route 40 Via Sbrinz (Etappe 1 Stansstad–Engelberg) und Erlebnisweg Engelberger Aaschlucht Veloland-Route 85 Unterwalden-Route (Etappe 2 Stans–Engelberg) Interkantonale Brücke (Kantonsgrenze Nidwalden – Obwalden) |
|      | Schleissenbrücke                           | Engelberg-Grafenort                   |      | Strassenbrücke (einspurig)                                     | Fachwerkbrücke | Stahl       | 25         | 575          | Metallfachwerkbrücke mit Holzfahrbahn Höchstgewicht 15 t Wanderland-Route 40 Via Sbrinz (Etappe 1 Stansstad–Engelberg) und Erlebnisweg Engelberger Aaschlucht Veloland-Route 85 Unterwalden-Route (Etappe 2 Stans–Engelberg) |
|      | Gerenbrücke (Herrenhaus Sustbrücke)        | Wolfenschiessen – Engelberg-Grafenort |      | Strassenbrücke (einspurig)                                     | Bogenbrücke    | Stahl       | 12         | 569          | Eisenbogenbrücke mit Holzfahrbahn und Holzgeländer, gebaut 2005. Allgemeines Fahrverbot Höchstgewicht 12 t Wanderland-Route 40 Via Sbrinz (Etappe 1 Stansstad–Engelberg) und Route 564 Kapellenweg Engelbergertal (Wolfenschiessen–Wolfenschiessen) Veloland-Route 85 Unterwalden-Route (Etappe 2 Stans–Engelberg) Interkantonale Brücke (Kantonsgrenze Nidwalden – Obwalden) |

### Unterlauf (Aawasser)
21 Brücken und Stege überspannen den Fluss im Kanton Nidwalden.
| Bild | Name                                | Ort                         | Lage | Funktion                                                                       | Konstruktion      | Material | Länge in m | Höhe m ü. M. | Bemerkungen |
| ---- | ----------------------------------- | --------------------------- | ---- | ------------------------------------------------------------------------------ | ----------------- | -------- | ---------- | ------------ | --- |
|      | Geissmattli-Brücke                  | Wolfenschiessen             |      | Strassenbrücke (einspurig)                                                     | Fachwerkbrücke    | Stahl    | 20         | 551          | Gebaut 1862, von Buochs hierher verschoben 1954. Höchstgewicht 28 t Zufahrt nach Altzellen und zur Talstation der Luftseilbahn Geissmattli-Büelen. |
|      | Fallenbach-Brücke                   | Wolfenschiessen             |      | Strassenbrücke (einspurig)                                                     | Stein-Bogenbrücke | Stein    | 18         | 536          | Elegante Steinbogenbrücke, gebaut 1882, bei dem Hochwasser im August 2005 wurde das Bauwerk stark beschädigt. Verbot für Motorwagen und Motorräder: Zubringerdienst und Bahnbenützer gestattet Höchstgewicht 16 t |
|      | Dörflibrücke                        | Wolfenschiessen             |      | Strassenbrücke (einspurig)                                                     | Gedeckte Brücke   | Holz     | 17         | 522          | Gedeckte Holzbrücke, gebaut 1941 von Sappeurkompanie II/24. Verbot für Motorwagen und Motorräder: Zubringerdienst und Bahnbenützer gestattet Höchstgewicht 8 t, Höchstbreite 4,4 m, Höchsthöhe 4,45 m |
|      | Brigg-Brücke                        | Wolfenschiessen             |      | Strassenbrücke (einspurig)                                                     | Gedeckte Brücke   | Holz     | 18         | 514          | Schützenswerte gedeckte Holzbrücke, gebaut 1763, restauriert 2000 mit Hilfe der schweizerischen Stiftung Pro Patria. Die Briggbrücke ist eine der ältesten Holzbrücken der Zentralschweiz. Höchstgewicht 1,5 t, Höchstbreite 2,0 m, Höchsthöhe 2,2 m Wanderland-Route 564 Kapellenweg Engelbergertal (Wolfenschiessen–Wolfenschiessen)                                                                                                   |
|      | Oberau-Brücke                       | Dallenwil – Wolfenschiessen |      | Strassenbrücke (zweispurig)                                                    | Balkenbrücke      | Beton    | 30         | 508          | Die neue Oberau-Brücke wurde am 15. Oktober 2014 dem Verkehr freigegeben, ersetzte Holzbrücke von 1941. Höchstgeschwindigkeit 60 km/h, Höchstgewicht 32 t Wanderland-Route 40 Via Sbrinz (Etappe 1 Stansstad–Engelberg) |
|      | Unbenannter Steg                    | Dallenwil – Wolfenschiessen |      | Fussgängerbrücke                                                               | Fachwerkbrücke    | Stahl    | 25         | 501          | Metallfachwerkbrücke mit Gitterrostboden Wanderland-Route 40 Via Sbrinz (Etappe 1 Stansstad–Engelberg) |
|      | Giessenbrücke (Schwibogenbrücke)    | Dallenwil – Wolfenschiessen |      | Strassenbrücke (zweispurig)                                                    | Stein-Bogenbrücke | Stein    | 20         | 493          | Historische Steinbogenbrücke, gebaut 1861. Höchstgeschwindigkeit 50 km/h |
|      | Zentralbahn-Brücke                  | Dallenwil – Oberdorf        |      | Eisenbahnbrücke (eingleisig)                                                   | Balkenbrücke      | Beton    | 60         | 490          | Bahnstrecke Luzern-Stans-Engelberg |
|      | Engelbergstrasse-Brücke             | Dallenwil – Oberdorf        |      | Strassenbrücke (zweispurig) mit Trottoir und Rohrleitungen an der Brückenseite | Balkenbrücke      | Beton    | 80         | 488          | Eröffnet 1963 Höchstgeschwindigkeit 60 km/h |
|      | Bürer-Brücke                        | Oberdorf                    |      | Strassenbrücke (zweispurig) mit Trottoir                                       | Balkenbrücke      | Beton    | 45         | 480          | Höchstgeschwindigkeit 50 km/h PostAuto-Buslinie 324 (Stans – Oberdorf – Büren) Wanderland-Route 570 Nidwaldner Zentrumsweg (Etappe 1 Stans–Niederrickenbach) |
|      | Kraftwerk Hostetten-Wehrsteg        | Oberdorf                    |      | Werkbrücke                                                                     | Fachwerkbrücke    | Stahl    | 20         | 468          | Private Metallfachwerkbrücke mit Leiter Das Kanalkraftwerk Hostetten wurde im Jahre 1891 gebaut, erneuert 1933. |
|      | Unbenannter Steg                    | Oberdorf                    |      | Fussgängerbrücke                                                               | Balkenbrücke      | Beton    | 40         | 467          | Fahrverbot für Motorwagen und Motorräder Verbot für Tiere Wanderland-Route 2 Trans Swiss Trail (Etappe 19 Stans–Seelisberg) und Route 4 ViaJacobi (Etappe 6 Schwyz–Stans) |
|      | Wilbrücke (Kasernenstrasse)         | Oberdorf                    |      | Strassenbrücke (zweispurig) mit Trottoirs                                      | Balkenbrücke      | Beton    | 25         | 462          | Höchstgeschwindigkeit 50 km/h |
|      | Kieswerk-Brücke                     | Buochs – Oberdorf           |      | Strassenbrücke (einspurig)                                                     | Balkenbrücke      | Beton    | 30         | 455          | Private Brücke mit Schranke, gebaut 1969, ersetzte Holzbrücke. Zufahrt zum Holcim Kies und Beton Werk Oberdorf-Areal. |
|      | Eggertsbüelbrücke                   | Buochs                      |      | Fussgängerbrücke                                                               | Gedeckte Brücke   | Holz     | 24         | 450          | Gedeckte Holzbrücke, gebaut 1998. |
|      | Stanserstrasse-Brücke               | Buochs                      |      | Strassenbrücke (zweispurig) mit Trottoir                                       | Balkenbrücke      | Beton    | 60         | 449          | Eröffnet 1968 Höchstgeschwindigkeit 60 km/h PostAuto-Buslinien 310 (Stans – Ennetbürgen – Altdorf (Winkelried Bus)), 311 (Länderpark – Stans – Beckenried – Emmetten – Seelisberg (Nidwaldner See-Linie)) und N44 (Stans – Ennetbürgen – Emmetten (Nachtstern-Linie)) |
|      | Engelberger Aa-Brücke (A2 Autobahn) | Buochs                      |      | Autobahnbrücke (vierspurig) mit Rohrleitungen unterhalb der Fahrbahn           | Balkenbrücke      | Beton    | 75         | 449          | Gebaut 1967, eröffnet 1970 Höchstgeschwindigkeit 120 km/h |
|      | Fadenbrücke                         | Buochs                      |      | Strassenbrücke (ehemalig), dient seit 2020 dem Langsamverkehr                  | Gedeckte Brücke   | Holz     | 25         | 447          | Historische gedeckte Holzbrücke, gebaut 1852, Trasse verschoben in den späten 1960er Jahren, saniert 1987. Das Bauwerk ist denkmalgeschützt. Gemeinsamer Velo- und Fussweg Veloland-Route 3 Nord-Süd-Route (Etappe 3 Luzern–Flüelen) und Route 4 Alpenpanorama-Route (Etappe 4 Flüelen–Sörenberg) Mountainbikeland-Route 2 Panorama Bike (Etappe 7 Schwyz–Sarnen) Skatingland-Route 66 Zentralschweiz Skate (Etappe 2 Luzern–Beckenried) |
|      | Neue Fadenbrücke                    | Buochs                      |      | Strassenbrücke (zweispurig)                                                    | Balkenbrücke      | Beton    | 33         | 446          | Gebaut Dezember 2019 – Dezember 2020 Höchstgeschwindigkeit 50 km/h Die hydrometrische Messstation Engelberger Aa – Buochs, Flugplatz (2481) vom Bundesamt für Umwelt (BAFU) befindet sich 400 m flussabwärts auf der linken Flussseite. |
|      | Ennetbürgerstrasse-Brücke           | Buochs                      |      | Strassenbrücke (zweispurig) mit Trottoirs                                      | Balkenbrücke      | Beton    | 25         | 440          | Gebaut 1954, ersetzte Eisenbrücke von 1862, die in Wolfenschiessen wieder aufgestellt wurde. Höchstgeschwindigkeit 50 km/h PostAuto-Buslinien 310 (Stans – Ennetbürgen – Altdorf (Winkelried Bus)), 311 (Länderpark – Stans – Beckenried – Emmetten – Seelisberg (Nidwaldner See-Linie)) und N44 (Stans – Ennetbürgen – Emmetten (Nachtstern-Linie)) VBL-Busline 61 (Zürich Flughafen Carterminal – Beckenried Post (Fernbus))           |
|      | Unbenannte Brücke                   | Buochs                      |      | Fussgängerbrücke                                                               | Balkenbrücke      | Beton    | 25         | 435          | Wanderland-Route 98 Waldstätterweg (Etappe 6 Bürgenstock–Beckenried) |